# Epilog (film fra 1992)
 For alternative betydninger, se Epilog (flertydig). (Se også artikler, som begynder med Epilog)
Epilog er en dansk dokumentarfilm fra 1992 med instruktion og manuskript af Sara Bro.

## Handling
Fem unge fortæller om livet på fem efterskoler i halvfemserne. Med korte interviews tegner instruktørerne et personligt billede af tiden på efterskolen - ikke undervisningsindholdet, men følelser og stemninger hos de unge, som vælger denne skoleform: nysgerrighed, ensomhed, venskab og forelskelse, lykke, længsel og afsked.